# 佐藤竺
佐藤 竺（さとう あつし、1928年 - 2024年6月27日）は、日本の政治学者。成蹊大学名誉教授。専攻は行政学、地方自治。

## 略歴
東京出身。1951年に東京大学法学部政治学科卒業、同大学院修了。1952年に高崎市立短期大学助手、1954年に同大学専任講師となり、1958年に成蹊大学専任講師となる。1960年に成蹊大学助教授、1966年に同大学教授に就任した。成蹊大学退職後は、1993年に山梨学院大学教授、1996年に駿河台大学教授（後に大学院客員教授）、1998年-2002年に地方自治総合研究所所長、また財団法人日本地域開発センター理事長などを務めた。

## 諸活動

### 教育・研究
1986年-1990年に日本行政学会会長となり、その他に日本地方自治学会顧問、まちづくり学会顧問、日本協働政策学会筆頭共同代表、日本学術会議会員を務めた。また、ゼミの卒業生に塚原俊平、安倍晋三、弟子に今川晃などがいる。

### 地域活動
地方自治に関する様々な活動に参加し、第二次地方（町村）議会活性化研究会委員長、財団法人自治体国際化協会比較地方自治研究会会長、ふるさとづくり賞中央審査委員長、四日市大学顧問、東京市政調査会審事委員、入間市専門委員、日本広報協会技術顧問、あしたの日本を創る協会常任理事を歴任した。

## 著書
- 『地方自治の区域』（日本行政学会編、勁草書房、1957年）
- 『講座日本近代法発達史』（鵜飼信成ほか編、勁草書房、1960年）
- 『行政手続の研究』（鵜飼信成編、有信堂、1961年）
- 『開発行政』（日本行政学会編、勁草書房、1964年）
- 『日本の地域開発』（未来社、1965年）
- 『現代の地方政治』（日本評論社、1965年）
- 『議会の審議能力の向上と調査活動について』（全国都道府県議会議長会事務局、1967年）
- 『公害行政』（日本行政学会編、勁草書房、1968年）
- 『現代日本社会と法』（日本法社会学会編、有斐閣、1969年）
- 『公害対策(1)(2)』（編著、西村道雄、有斐閣、1969年）
- 『政策決定と公共性』（日本行政学会編、勁草書房、1973年）
- 『地域開発・公害への対応』（編著、学陽書房、1974年）
- 『現代行政と官僚制(下)』（渓内謙ほか編、東京大学出版会、1974年）
- 『住民参加の実践』（編著、渡辺保男、学陽書房、1975年）
- 『転換期の地方自治』（学陽書房、1976年）
- 『住民参加をめぐる問題事例』（編著、学陽書房、1979年）
- 『コミュニティをめぐる問題事例』（編著、学陽書房、1980年）
- 『地方自治の変動と対応』（編著、学陽書房、1980年）
- 『事例・地方自治』（編集、阿利莫二、ほるぷ出版、1983年）
- 『戦後40年の地方自治』（地方自治総合研究所、1989年）
- 『地方自治と民主主義』（大蔵省印刷局、1990年）
- 『地方議会活性化ハンドブック』（編著、八木欣之介、ぎょうせい, 1998年）
- 『市民のための地方自治入門』（監修、実務教育出版、2002年/2005年/2009年）
- 『地方自治法』（編著、地方自治総合研究所監修、敬文堂、2002年）
- 『日本の自治と行政(上)(下)』（敬文堂、2007年）
- 『ドイツの自然・森の幼稚園』（訳、ペーター・ヘフナー著、公人社、2009年）